# Амброзий Аврелиан
Амброзий Аврелиан (на латински: Ambrosius Aurelianus) е бил водач на бритите с голямо влияние за своето време, макар днес името му да е забулено от много неясноти. Известен ни е само защото се споменава в четири ранни летописа. Събития, свързани с него, са намерили отражение и в уелските легенди – там подвизите му стоят след имената на Емрис Императора (Emrys Wledig) и Емрис Златоглавия (Emrys Benaur).
Амброзий със сигурност е историческа личност – за него пише най-напред почти съвременния му хронист св. Гилдас от Уелс (500 – 570 г.) в своята „История за опустошаването на Британия“ („De Excidio et Conquestu Britanniae“) монахът твърди, че единствено Амброзий е достоен за възхвала от съотечествениците си за това, че е предвождал британската контраофанзива срещу нахлуващите англосаксонци. Той се изправил срещу вълните на нашествието и насърчавал народа със своята храброст:
„Той беше човек със скромен характер, който единствен от римляните успял да оцелее от бурните събития, в които били убити родителите му – хора, несъмнено облечени в пурпур...“
Монахът продължава разказа си с окончателното отблъскване на саксонското настъпление във внушителната британска победа при хълма Бадоник (Mount Badon) и счита, че тази битка се е провела ок. 500 г. Не споменава обаче кой е военачалникът на британците. Следващите векове приписват заслугата на крал Артур, но е твърде възможно тя да е всъщност на Амброзий Аврелиан.
Гилдас посочва, че той е „римлянин“. Това може да се тълкува по-скоро като политическа, отколкото като етническа принадлежност. Семейството му вероятно е било част от смесен римско-келтски елит, съществувал поколения преди и след напускането на Британия от римските легиони през 410 г., носител на римска култура и начин на живот. Ако допуснем, че Гилдас говори буквално, това значително стеснява списъка с възможностите. През по-голямата част от историята на Римската империя, пурпурът е цвят, запазен за ограничен брой хора освен императора – сенаторите са носели тоги с пурпурна ивица, а военните трибуни – пурпурна лента. Затова, от една страна, думите на Гилдас могат да означават военачалнически произход на Амброзий. Възможно е също така, доста след административните реформи на Константин Велики в управлението на провинциите, бащата на Амброзий да е бил главен управител – викарий на Британия (Vicarius), пред когото отговаряли петмата подуправители на деленията в диоцеза.
Второто указание за Амброзий идва от Почтения Бийд (The Venerable Bede), монах от манастира в Джароу, живял през 8 век в написаната от него „История на английската църква и народ“ той твърди същото като Гилдас:
„Амброзий Аврелий, почтен мъж от римски произход, оцелял единствен след бедствието, погубило царствените му родители... Под негово ръководство бритите се въоръжили, предизвикали завоевателите на битка и с божията помощ им нанесли поражение.“
Следващите 2 по-късни източника ни дават възможност до известна степен да възстановим и историята на неговия живот.
Най-подробен е Джефри от Монмът – уелски монах, съставил през 1136 г. изпълнената с легенди „История за кралете на Британия“. Той го нарича Аврелий Амброзий, свързва го с Мерлин и го представя като наследник на британския трон:
Амброзий, вторият син на император Константин, бил още малко момче, когато управлението на по-големия му брат, Констант, внезапно завършило. Баща му бил екзекутиран, брат му – убит, а Амброзий заедно с другия си брат Ютър, прекосил Ламанша и потърсил убежище при братовчед си, крал Будик I Бретонски. Там той израснал, докато узурпаторът Вортигерн управлявал Британия, но винаги планирал да се върне и да потърси законното си наследство. Такава възможност се появила няколко години по-късно. Амброзий пристигнал в Британия и се установил в Тотнес (Девън). Може би по това време е имал сблъсък с Виталин (може би самият Вортигерн или негов поддръжник) в битката при Гуолоф (Недър Уолъп в Хампшър). Както пише другият важен хронист – Нений, монах от Бангор, съставил през 829 г. разнороден сборник от материали с неясна историческа достоверност, наречен „История на бритите“ („Historia Brittonum“). Вероятно тя е завършила с победа за Амброзий, който в определен момент бил „дарен с всички кралства в западната част на Британия“ от Вортигерн. Военачалникът обаче не се примирил с подобен компромис и борбата м/у двамата продължила. Накрая просаксонската политика на Вортигерн довела до свалянето му от трона и вероятно към края на 50-те г. от 5 б., британския народ окончателно се обединил зад Амброзий. Вортигерн бил преследван и се укрил в планинските си крепости. Докато бил под обсада в Каер-Гуортигърн (Литъл Дауърд, Харфордшър), замъкът му бил внезапно поразен от мълния и той изгорял заедно с целия зи гарнизон.
След смъртта на Вортигерн, Амброзий бил миролюбиво настроен към синовете му и им оставил земите, които притежавали. Въпреки това великодушие, един от тях – крал Пасхент, по-късно се разбунтувал с/у Амброзий и на два пъти опитвал да нахлуе в Британия с помощта на саксонци и ирландци. Главните англосаксонски сили се установили северно от река Хъмбър и Амброзий се срещнал с Хенгист, водача на саксонците, в битката при Маелсбели и после в Конисбърг (Кайр-Конан). Всичките му врагове били победени, но той им разрешил да заселят хората си в Бринейк (Берниция).
Джефри приписва на Амброзий и построяването на монумнтален каменен кръг, „Великанския пръстен“ (може би Стоунхендж или Ейвбъри) в планината Амбриус като паметник на изкланите от саксите в „Нощта на дългите ножове“ по време на управлението на крал Вортигерн. Самият той накрая също бил погребан там, след като бил отровен от един саксонец в Уинчестър.
Към този разказ могат да се добавят и коментарите на хрониста-монах Нений, който също представя Амброзий като един от главните врагове на Вортигерн. Нений описва Амброзий като момче, останало без баща, което показало пророчески дарби (по-късно този образ е напълно изменен от Джефри от Монмът в Мерлин) и било повикано от Вортигерн да му помогне при построяването на крепостта в Динас Емрис. Той определя и периода, като твърди, че царуването на Вортигерн е започнало не по-рано от 425 г. и че Амброзий се е бил при Гуолоф 12 г.по-късно. това е интересно, защото поставя един проблем: мнозина смятат, поради написаното от Гилдас, че не Артур, а Амброзий е водил битката (наречен е и Dux bellorum) при Маунт Бадън ок. 495 – 500 г. Но през 495 Амброзий би бил поне на 74 години – трудно постижима за онова време възраст, какво остава толкова стар човек да носи оръжие и да предвожда армия?
Някои решават тази задача, като допускат, че Нений говори за двама Амброзиевци – старият, от когото се страхувал Вортигерн, и младият, който станал герой на британската съпротива през късния 5 в.при победата край Маунт Бадън, но по-вероятното е да е имало само един Амброзий Аврелиан. Артур може би наистина е бил командир на армията при значимата победа, но може би като „най-велик измежду всички британски крале“, Амброзий Аврелиан е бил застаряващият върховен предводител в сражението, докато предните линии водел Артур.
За добре познатия ни образ на крал Артур се предполага, че е смес от историческа личност (за което най-вероянитят кандидат е Амброзий) и митична фигура – келтско божество (както между впрочем можем да 'обвиним' и повечето му рицари заедно с Мерлин – зад имената им се крият различни велики или местни божества, някои запазили старите си характеристиики, други – превърнали си от зли в добри). ако името му е принадлежало на истински владетел, то би трябвало да се среща в старите уелски генеалогични таблици, а там то отсъства до 13 в., когато вече е било известно от романсите.